# Trương Ngọc Ánh

Trương Ngọc Ánh

Trương Ngọc Ánh (sinh năm 1976 tại Hà Nội) là một Nhà sản xuất phim, doanh nhân, người mẫu và diễn viên điện ảnh Việt Nam.

## Tiểu sử
Trương Ngọc Ánh được phát hiện bởi cố diễn viên Lê Công Tuấn Anh. Anh đã thuyết phục đạo diễn Phước Sang mời cô đóng phim Em và Michael Jackson, đánh dấu một bước tiến quan trọng trong sự nghiệp của cô. Phim nhựa đầu tiên có cô tham gia diễn xuất là Em còn nhớ hay em đã quên. Năm 1997, cô xuất hiện trong MV Chuyện tình người trinh nữ tên Thi của Như Quỳnh trong video Paris by Night 41 và thủ vai Mỹ trong phim Giã từ dĩ vãng, gây được thành công ban đầu để tiếp tục đóng các bộ phim truyền hình như Đồng tiền xương máu (1998),7 Lục Vân Tiên (2004),... Cuối thập niên 90, cô cũng thử sức với vai trò người mẫu trên sàn diễn thời trang trong nước và chụp ảnh tạp chí với chiều cao 1,72m.
Trương Ngọc Ánh kết hôn với Trần Bảo Sơn năm 2005, có một con gái Trần Bảo Tiên vào năm 2008. Hai vợ chồng chia tay nhau tháng 4 năm 2014.
Năm 2014, cô đã hẹn hò với nam diễn viên Kim Lý, bạn diễn của cô trong bộ phim "Hương Ga" nhưng sau một thời gian cả hai đã đường ai nấy đi và quyết định giữ mức quan hệ bạn bè với nhau.
Ngày 30 tháng 4, nam diễn viên Anh Dũng công khai thừa nhận mỗi quan hệ tình cảm với Trương Ngọc Ánh, người đàn chị hơn anh 14 tuổi, cả hai nhận được nhiều sự ủng hộ của khán giả.
Cô đã tốt nghiệp khoa Kinh tế của Đại học Mở TP. HCM và đã đi du học tại Singapore.
Hiện nay, cô đang giữ chức Giám đốc công ty in ấn và quảng cáo Ánh Việt. Đồng thời, sở hữu một nhà hàng bán đồ ăn Italy mang tên Java và một công ty chuyên nhập khẩu bột mì.
Tại đại hội Hội Người Mẫu Việt Nam lần thứ nhất vào tháng 12/2006, Trương Ngọc Ánh được bầu làm một trong những ủy viên của Hội. Cô còn được mời và thực hiện vai trò giám khảo cho một số cuộc thi sắc đẹp như: Hoa hậu các dân tộc Việt Nam 2011, "Top 18 Hoa khôi Áo dài Việt Nam 2014" - Đường tới vương miện Hoa hậu Thế giới...
Từ năm 2014 đến 2023, Trương Ngọc Ánh đã có những đóng góp đáng kể trong ngành điện ảnh Việt Nam, đặc biệt với vai trò giám đốc sản xuất của ba bộ phim nổi bật: Hương Ga, Vệ Sĩ Sài Gòn, và Sắc Đẹp Ngàn Cân.
Hương Ga (2014) là một bộ phim hành động - giật gân kể về cuộc đời của Diệu, một cô gái từ một người bán hàng rong trở thành trùm tội phạm khét tiếng với biệt danh Hương Ga. Bộ phim có sự tham gia của Trương Ngọc Ánh và Kim Lý, đã nhận được nhiều sự chú ý và đánh giá cao từ khán giả.Vệ Sĩ Sài Gòn (2016) là một bộ phim hài hành động do Ken Ochiai đạo diễn, với sự tham gia của Thái Hòa, Kim Lý và Chi Pu. Phim kể về hành trình bảo vệ một doanh nhân trẻ của hai vệ sĩ chuyên nghiệp, mang đến nhiều tình huống hài hước và kịch tính. Sắc Đẹp Ngàn Cân (2017) là phiên bản Việt hóa của bộ phim Hàn Quốc cùng tên, do James Ngô đạo diễn. Phim xoay quanh câu chuyện của Hà My, một cô gái có giọng hát ngọt ngào nhưng ngoại hình không ưa nhìn, quyết định phẫu thuật thẩm mỹ để theo đuổi ước mơ làm ca sĩ và tình yêu của mình. Bộ phim có sự tham gia của Minh Hằng, Rocker Nguyễn và Phương Trinh Jolie. Trong giai đoạn này, Trương Ngọc Ánh không chỉ khẳng định tài năng diễn xuất mà còn chứng tỏ khả năng sản xuất phim xuất sắc, góp phần nâng cao chất lượng và sự đa dạng của điện ảnh Việt Nam.
Năm 2023, Trương Ngọc Ánh tiếp tục khẳng định vị thế của mình trong ngành giải trí Việt Nam khi lần đầu tiên tổ chức thành công hai cuộc thi sắc đẹp lớn: Miss Earth Vietnam 2023 và Miss Earth 2023.
Miss Earth Vietnam 2023 là cuộc thi sắc đẹp nhằm tìm kiếm đại diện Việt Nam tham gia Miss Earth quốc tế. Cuộc thi đã thu hút sự tham gia của nhiều thí sinh tài năng và xinh đẹp, với các hoạt động phong phú như chương trình truyền hình thực tế và đêm chung kết hoành tráng. Tân Hoa hậu của cuộc thi này sẽ đại diện Việt Nam tham gia Miss Earth 2023. 
Miss Earth 2023 là một sự kiện quốc tế quy tụ gần 90 hoa hậu từ các quốc gia và vùng lãnh thổ trên thế giới. Cuộc thi được tổ chức tại TP.HCM và Đà Lạt, với nhiều hoạt động ý nghĩa như dã ngoại, trồng cây, dọn dẹp và tham gia các buổi hội thảo về bảo vệ môi trường. Sự kiện này không chỉ giúp nâng cao nhận thức về môi trường mà còn góp phần quảng bá hình ảnh Việt Nam đến bạn bè quốc tế. Với vai trò là trưởng ban tổ chức, Trương Ngọc Ánh đã thể hiện sự chuyên nghiệp và tâm huyết, góp phần làm nên thành công của hai cuộc thi sắc đẹp này. Điều này không chỉ khẳng định tài năng và uy tín của cô trong ngành giải trí mà còn giúp nâng cao vị thế của Việt Nam trên bản đồ sắc đẹp quốc tế.
Năm 2025, Trương Ngọc Ánh đánh dấu sự trở lại ấn tượng trong lĩnh vực điện ảnh với vai trò nhà sản xuất cho dự án phim ngắn quốc tế Dragonfly. Đây là một dự án hợp tác giữa Việt Nam và Mỹ, với sự tham gia của các nhà sản xuất điều hành Daniel K. Winn và Randall J. Slavin từ WS Production (Mỹ). Dragonfly là một bộ phim ngắn đặc biệt, được kỳ vọng sẽ mang đến cho khán giả một câu chuyện hấp dẫn và giàu cảm xúc. Bộ phim do đạo diễn Jordan Schulz chỉ đạo, người đã có nhiều kinh nghiệm trong ngành điện ảnh với các dự án nổi tiếng như Now You See Me, Pirates of the Caribbean: Dead Men Tell No Tales, và Alien: Covenant. Trương Ngọc Ánh chia sẻ rằng cô rất hào hứng và tự hào khi được đón tiếp các đồng nghiệp quốc tế đến Việt Nam để thực hiện dự án này. Cô tin rằng với sự nỗ lực, đam mê và tài năng của toàn bộ ê kíp, Dragonfly sẽ là một tác phẩm điện ảnh chất lượng, được ra mắt tại Mỹ, Việt Nam và nhiều quốc gia khác trên thế giới. Sự trở lại này không chỉ khẳng định tài năng và uy tín của Trương Ngọc Ánh trong ngành điện ảnh mà còn mở ra nhiều cơ hội hợp tác quốc tế, góp phần nâng cao vị thế của điện ảnh Việt Nam trên trường quốc tế.

## Sự nghiệp

### MC
- MC đêm trao giải "Cánh diều Vàng 2012";
- MC sự kiện "Quỹ Hiểu về trái tim";
- MC chương trình ca nhạc “Bốn mùa tình ca”;
- MC chương trình ca nhạc “Tết Hà Nội xưa & nay”.

### Chương trình tham gia
| Năm  | Tựa                                     | Vai Trò                                       | Thể loại            |
| ---- | --------------------------------------- | --------------------------------------------- | ------------------- |
| 2009 | Cầu vồng: Diễn viên                     | Giám khảo                                     | Truyền hình thực tế |
| 2011 | Hoa hậu các dân tộc Việt Nam            | Giám khảo                                     | Cuộc thi            |
| 2014 | Hoa khôi Áo dài Việt Nam                | Giám khảo khách mời                           | Cuộc thi            |
| 2014 | Project Runway 1                        | Giám khảo, host                               | Truyền hình thực tế |
| 2015 | Cuộc thi phim ngắn "321 Action 2015"    | Giám khảo                                     | Cuộc thi            |
| 2015 | Project Runway 2                        | Giám khảo, host                               | Truyền hình thực tế |
| 2016 | Cùng nhau tỏa sáng                      | Giám khảo                                     | Truyền hình thực tế |
| 2016 | Người nghệ sĩ đa tài                    | Giám khảo                                     | Truyền hình thực tế |
| 2017 | Gương mặt điện ảnh                      | Giám khảo                                     | Truyền hình thực tế |
| 2017 | Ca sĩ giấu mặt                          | Giám khảo khách mời                           | Truyền hình thực tế |
| 2017 | Vietnam Next Top Model All-star         | Giám khảo, host                               | Truyền hình thực tế |
| 2017 | Miss Perfect Global Beauty 2017         | Giám khảo                                     | Cuộc thi            |
| 2018 | Quyền lực ghế nóng                      | Giám khảo khách mời                           | Truyền hình thực tế |
| 2018 | Giải thưởng Phim ngắn HTV               | Giám khảo                                     | Cuộc thi            |
| 2018 | Liên hoan phim châu Á - Thái Bình Dương | Giám khảo                                     | Cuộc thi            |
| 2019 | Mister Việt Nam                         | Giám khảo                                     | Cuộc thi            |
| 2019 | Liên hoan phim (LHP) Việt Nam           | Giám khảo                                     | Cuộc thi            |
| 2021 | Nữ hoàng Doanh nhân đất Việt            | Giám khảo                                     | Cuộc thi            |
| 2021 | Phim ngắn TikTok "Khoảnh khắc đắt giá"  | Giám khảo                                     | Cuộc thi            |
| 2022 | Liên hoan phim TikTok                   | Giám khảo                                     | Cuộc thi            |
| 2022 | Bí mật thành công                       | MC (Host)                                     | Truyền hình thực tế |
| 2022 | Liên hoan phim quốc tế                  | Chủ tịch giám khảo                            | Cuộc thi            |
| 2022 | Miss Earth                              | Giám khảo                                     | Cuộc thi            |
| 2022 | Hoa hậu các Dân tộc Việt Nam            | Giám khảo                                     | Cuộc thi            |
| 2023 | Miss Earth Vietnam                      | Giám đốc sản xuất & Chủ tịch giám khảo        | Truyền hình thực tế |
| 2023 | Miss Earth                              | Giám đốc sản xuất & Chủ tịch đăng cai tổ chức | Cuộc thi            |
| 2024 | Tiếng hát Việt toàn cầu                 | Giám khảo Đêm chung kết Gala xếp hạng         | Cuộc thi            |

- Và nhiều chương trình khác

### Ca hát
Cô từng là thành viên của nhóm nhạc nữ Tứ Ca Ngẫu Nhiên (1999 - 2003) (bao gồm Trương Ngọc Ánh, Trịnh Kim Chi, Minh Anh và Chung Vũ Thanh Uyên (Ngô Thanh Vân đã thay thế sau khi rời nhóm) đã từng hát trên những sân khấu lớn như: Duyên Dáng Việt Nam, Nhan sắc Sài Gòn... để lại nhiều ấn tượng đẹp sâu sắc trong lòng công chúng.
- Nụ hôn cuối đời
- Cơn mộng du (Nhạc phim "Hương ga")
- In the club
- This is My Life (Nhạc phim "Truy sát")
- Và nhiều ca khúc khác

### Phim
| Năm  | Tựa đề                                | Thể loại              | Vai Diễn           | Vai trò Sản Xuất |
| ---- | ------------------------------------- | --------------------- | ------------------ | ---------------- |
| 1992 | Em còn nhớ hay em đã quên             | phim truyền hình      | Diễm               | Không            |
| 1992 | Pháp trường êm ả                      | phim truyền hình      | Uyên               | Không            |
| 1993 | Em và Michael Jackson                 | phim điện ảnh         | Mai                | Không            |
| 1997 | Giã từ dĩ vãng                        | phim truyền hình      | Mỹ                 | Không            |
| 1999 | Đồng tiền xương máu                   | phim truyền hình      | Lan Anh            | Không            |
| 2000 | Giao thời                             | phim truyền hình      | Kiều Thanh         | Không            |
| 2004 | Ngọn Nến Hoàng Cung                   | phim điện ảnh         | Lý Lệ Hằng         | Không            |
| 2004 | Lục Vân Tiên                          | phim điện ảnh         | Võ Thể Loan        | Không            |
| 2005 | Khi đàn ông có bầu                    | phim điện ảnh         | Kiều               | Không            |
| 2005 | Hạt mưa rơi bao lâu                   | phim điện ảnh         | Lý An              | Không            |
| 2005 | Công ty thời trang                    | phim truyền hình      | Thanh Nhiên        | Không            |
| 2006 | Áo lụa Hà Đông (The White Silk Dress) | phim điện ảnh         | Dần                | Không            |
| 2007 | Sài Gòn nhật thực                     | phim điện ảnh         | Kiều               | Không            |
| 2008 | Phát tài                              | phim điện ảnh         | Ánh                | Không            |
| 2010 | Ngọc Viễn Đông: Thuyền                | phim điện ảnh         | Thu Sắc            | Không            |
| 2014 | Hương Ga (Rise)                       | phim điện ảnh         | Diệu/Hương Ga      | Có               |
| 2016 | Truy sát (Tracer)                     | phim điện ảnh         | Nguyễn An An       | Có               |
| 2016 | Vệ sĩ Sài Gòn (Saigon Bodyguards)     | phim điện ảnh         |                    | Có               |
| 2017 | Sắc đẹp ngàn cân (Korean-remake)      | phim điện ảnh         |                    | Có               |
| 2018 | Yêu em bất chấp                       | phim điện ảnh         |                    | Không            |
| 2019 | Abduction (Đêm hoàng đạo)             | phim điện ảnh quốc tế | Anna               | Không            |
| 2020 | City of crows                         | phim điện ảnh quốc tế |                    | Không            |
| 2025 | Dragonfly (Chuồn chuồn)               | phim ngắn             | Mẹ ruột của Daniel | Có               |

## Giải thưởng
- Giải nhất Học sinh thanh lịch trường THPT Lý Thường Kiệt (Hà Nội)
- Hoa khôi Noel Hà Nội (1992)

| Năm  | Giải Thưởng                            | Hạng Mục                                  | Tác Phẩm       | Kết Quả   | Chú Thích |
| ---- | -------------------------------------- | ----------------------------------------- | -------------- | --------- | --------- |
| 1992 | Nữ sinh duyên dáng Hà Nội              |                                           |                | Giải nhất |           |
| 1995 | Người Mẫu Việt Nam                     | Người mẫu ăn ảnh                          |                | Đoạt giải |           |
| 1998 | Miss New Model International           | Hoa hậu Thời trang Quốc tế                |                | Đoạt giải |           |
| 1997 | Điện Ảnh Kịch Trường                   | Người mẫu được yêu thích nhất             |                | Đoạt giải |           |
| 1998 | Điện Ảnh Kịch Trường                   | Người mẫu được yêu thích nhất             |                | Đoạt giải |           |
| 1998 | Mực Tím                                | Người mẫu được yêu thích nhất             |                | Đoạt giải |           |
| 1999 | Điện Ảnh Kịch Trường                   | Người mẫu được yêu thích nhất             |                | Đoạt giải |           |
| 1999 | Mực Tím                                | Người mẫu được yêu thích nhất             |                | Đoạt giải |           |
| 1999 | Người Đẹp Việt Nam                     | Top ten                                   |                | Đoạt giải |           |
| 2000 | Điện Ảnh Kịch Trường                   | Người mẫu được yêu thích nhất             |                | Đoạt giải |           |
| 2000 | Mực Tím                                | Người mẫu được yêu thích nhất             |                | Đoạt giải |           |
| 2000 | Màn Ảnh Sân Khấu                       | Người mẫu được yêu thích nhất             |                | Đoạt giải |           |
| 2001 | Điện Ảnh Kịch Trường                   | Người mẫu được yêu thích nhất             |                | Đoạt giải |           |
| 2007 | Giải Mai Vàng                          | Nữ diễn viên được yêu thích nhất          | Áo lụa Hà Đông | Đoạt giải | [ 5 ]     |
| 2014 | Giải Cánh Diều                         | Nữ diễn viên chính xuất sắc nhất          | Hương Ga       | Đoạt giải | [ 6 ]     |
| 2014 | Giải Ngôi Sao Xanh                     | Nữ diễn viên chính điện ảnh xuất sắc nhất | Hương Ga       | Đoạt giải |           |
| 2014 | Giải Ngôi Sao Xanh                     | Nữ diễn viên điện ảnh được yêu thích nhất | Hương Ga       | Đoạt giải |           |
| 2015 | Film Festival Of Globe                 | Nữ diễn viên xuất sắc nhất                | Hương Ga       | Đoạt giải | [ 7 ]     |
| 2016 | ELLE Style Awards                      | Diễn viên phong cách nhất năm             |                | Đoạt giải | [ 8 ]     |
| 2019 | Seoul International Drama Awards       | Asian Star Prize                          |                | Đoạt giải | [ 9 ]     |
| 2019 | Harper’s Bazaar Star Awards            | Tượng đài điện ảnh                        |                | Đoạt giải |           |
| 2019 | New Vision International Film Festival | Nữ diễn viên Châu Á xuất sắc              | Đêm Hoàng Đạo  | Đoạt giải | [ 10 ]    |
| 2022 | Asian World Film Festival              | Nữ diễn viên xuất xuất sắc                |                | Đoạt giải |           |